# Starfield
Starfield je videohra z roku 2023 vydána společností Bethesda Softworks. Jedná se o singleplayerové RPG zasazené do prostředí vesmíru a budoucnosti a jde o první titul oznámený Bethesdou pod novou značkou za 25 let. Oznámena byla na veletrhu E3 v roce 2018. Spekulace se objevily již v roce 2013.
V rozhovoru pro Eurogamer Todd Howard uvedl, že by hra měla být rozdílná například od série The Elder Scrolls či Fallout, zároveň však podotknul, že se stále jedná o hru, která v sobě nese znaky zmíněných RPG a dalších titulů od Bethesdy. Zde také uvedl, že hra je vyvíjena jakožto „next-gen zážitek“, vzhledem k akvizici společnosti Microsoftem v roce 2021 se ovšem dá mluvit o vydání na platformách Xbox Series X a S a PC.

## Marketing a vydání
Na prezentaci Bethesdy na veletrhu E3 v roce 2018 představil režisér Todd Howard ke hře krátký teaser. Na témže veletrhu byl v roce 2021 během společné tiskové konference společností Microsoft a Bethesda představen trailer v enginu Creation Engine 2 demonstrující jeho vylepšení. Datum vydání bylo oznámeno na 11. listopad 2022 na Microsoft Windows a exkluzivně na konzole Xbox Series X/S. Londýnský symfonický orchestr předvedl titulní skladbu hry „Starfield Suite“, kterou složil Inon Zur, na koncertě The Elder Scrolls V: Skyrim – 10th Anniversary Concert v listopadu 2021. V dubnu 2022 byla vydána samostatně na různých streamovacích službách. V květnu 2022 Bethesda oznámila, že vydání hry bude odloženo na první polovinu roku 2023 spolu se hrou Redfall od sesterského studia Arkane Austin. Howard k tomu uvedl, že díky dodatečnému času na vývoj a podpoře od inženýrů z Microsoftu bude Starfield lepší hrou.

## Kritika
| Agregátor  | Skóre                      |
| ---------- | -------------------------- |
| Metacritic | (PC) 88/100 (XSX/S) 87/100 |
| OpenCritic | 94 % doporučuje            |

| Udělil         | Skóre  |
| -------------- | ------ |
| Destructoid    | 10/10  |
| Digital Trends | [ 11 ] |
| Game Informer  | 8,5/10 |
| GameSpot       | 7/10   |
| GamesRadar+    | [ 14 ] |

Starfield získal od kritiků na stránce Metacritic „celkově příznivé“ recenze, přičemž na agregátoru recenzí OpenCritic jej doporučilo 94 % z nich.